# Aja (kresh jezik)
Aja jezik (ajja, adja; ISO 639-3: aja), jezik plemena Adja kojim govori oko 200 ljudi u Južnom Sudanu u državi Zapadni Bahr al Ghazal i na području Srednjoafričke Republike, uz sudansku granicu. Sami sebe Adje smatraju jednim od Kresh plemena, ali njihov jezik je Kreshima nerazumljiv pa se ne mogu razumjeti. 
Aja jezik pripada podskupini kresh, široj zapadnoj centralnosudanskoj skupini. Često su dvojezični (adja i kresh ili gbaya).

## Vanjske poveznice
- Ethnologue (14th)
- Ethnologue (15th)